# Montesilvano
 Montesilvano ist eine italienische Stadt in der Region der Abruzzen, 208 Kilometer östlich von Rom, mit 53.493 Einwohnern.
Montesilvano liegt unmittelbar nordwestlich der Provinzhauptstadt Pescara. Die Gemeinde entstand aus der Verschmelzung der an der Küste liegenden Ortschaft Montesilvano Marina und der auf einem Hügel liegenden, befestigten Ortschaft Montesilvano Colle.
Andere Nachbargemeinden sind Cappelle sul Tavo, Città Sant’Angelo und Spoltore. Die Gemeinde ist gut an die Autobahn A14 angebunden.
Montesilvano ist seit April 2016 mit Lahnstein in Rheinland-Pfalz durch eine Städtepartnerschaft verbunden.

## Sehenswürdigkeiten
- Madonna della Neve, Kirche in Montesilvano Colle, erbaut im 13. Jahrhundert
- Pfarrkirche San Michele Arcangelo in Montesilvano Colle, Ursprünge der Kirche im 12. Jahrhundert
- Kirche Sankt Antonius von Padua, erbaut 1933
- Palazzo Delfico, erbaut im 18. Jahrhundert

## Sport
Das Rundrennen Giro d’Italia 2001 wurde in Montesilvano Marina mit einem Einzelzeitfahren gestartet.

## Weinbau
In der Gemeinde werden Reben der Sorte Montepulciano für den DOC-Wein Montepulciano d’Abruzzo angebaut.